# Elektro Primorska
Elektro Primorska je energetsko distribucijsko podjetje, ki se ukvarja z distribucijo električne energije v Sloveniji. Sedež podjetja je v Novi Gorici.
Predsednik uprave je Uroš Blažica, medtem ko je predsednik nadzornega sveta Stanislav Rijavec.

## Zgodovina
Podjetje je bilo vpisano v sodni register 3. oktobra 1990, pri čemer je večinski lastnik Republika Slovenija.